# Lothar Kliesch
Lothar Kliesch (* 17. März 1950 in Schlamau) ist ein deutscher Politiker (SPD).

## Leben und Beruf
Kliesch absolvierte von 1967 bis 1971 sein Lehrerstudium. Ab 1971 war er als Fachlehrer für Mathematik tätig, er unterrichtete an einer Oberschule in Fürstenberg. Zwischen 1993 und 1996 folgte ein Aufbaustudium  an der Universität Potsdam für das Fach Politische Bildung. Er unterbrach seine Berufstätigkeit für die Politik und erst als er 2004 aus dem Landtag ausschied, kehrte er in den Schuldienst zurück und unterrichtete am Marie-Curie-Gymnasium Hohen Neuendorf. Seit Mai 2007 ist Kliesch als wissenschaftlicher Mitarbeiter beim Netzwerk Zukunft, Schule und Wirtschaft für Brandenburg tätig. Kliesch ist verheiratet und hat drei Kinder.

## Politik
Kliesch gehörte im Dezember 1989 zu den Gründungsmitgliedern des SPD-Ortsvereins Himmelpfort und ist seit 1996 dessen Vorsitzender. In den Jahren 1992 und 1993 war er Vorsitzender des SPD-Unterbezirks Gransee, von 1993 bis 1995 war er stellvertretender Vorsitzender des SPD-Unterbezirks Oberhavel.
Schon im Jahr der Wende 1989 wurde Kliesch am 27. November zum ehrenamtlichen Bürgermeister der Gemeinde Himmelpfort gewählt. Er blieb Himmelpforter Bürgermeister bis zum Jahr 2003. Er wurde in der Folge in weitere kommunalpolitische Ämter gewählt, so war er von 1991 bis 1993 Abgeordneter im Kreistag Gransee, zwischen 1993 und 1999 und wieder seit 2003 Mitglied des Kreistages Oberhavel. Bei den Kommunalwahlen 2008 wurde sein Mandat als Kreistagsabgeordneter bestätigt und Kliesch wurde zudem in die Stadtverordnetenversammlung der Stadt Fürstenberg und in den Ortsbeirat von Himmelpfort gewählt, wie auch zum dortigen Ortsvorsteher.
Bei der Landtagswahl in Brandenburg 1990 wurde Kliesch als Direktkandidat der SPD im Wahlkreis 5 (Gransee-Templin II) in den brandenburgischen Landtag gewählt. Bei den Wahlen in den Jahren 1994 und 1999 wurde er zweimal im Wahlkreis 5 (Oberhavel I) gewählt. Bei den Landtagswahlen von 2004 und 2009 unterlag er im Wahlkreis Uckermark III/Oberhavel IV gegen Torsten Krause von der PDS bzw. Die Linke und verpasste die erneute Wiederwahl in den Potsdamer Landtag. Kliesch war Abgeordneter vom 26. Oktober 1990 bis zum 13. Oktober 2004. Im Landtag hatte er von November 1990 bis November 1993 den Vorsitz im Ausschuss für Bildung, Jugend und Sport inne und gehörte dem Ausschuss danach bis zu seinem Ausscheiden aus dem Landtag als einfaches oder stellvertretendes Mitglied an. Er war ferner zeitweise Mitglied der Ausschüsse für Wirtschaft, Mittelstand und Technologie und für Ernährung, Landwirtschaft und Forsten.
Sowohl auf landes- wie auch auf kommunalpolitischer Ebene setzte Kliesch sich für die Entwicklung des Tourismus in seiner Region ein, in den Jahren von 1997 bis 2003 war er auch Vorstandsmitglied des Tourismusverbands Land Brandenburg e. V., dann bis 2008 dessen stellvertretender Vorsitzender.
Er ist auch Mitglied der Gewerkschaft Öffentliche Dienste, Transport und Verkehr bzw. Ver.di.